# Puebla de San Medel
Puebla de San Medel és un municipi de la província de Salamanca a la comunitat autònoma de Castella i Lleó.

## Demografia
| 1991 | 1996 | 2001 | 2004 |
| ---- | ---- | ---- | ---- |
| 78   | 74   | 54   | 56   |